# Orzeł Polkowice
Miejski Klub Sportowy Polkowice – klub sportowy z siedzibą w Polkowicach, prowadzący sekcje młodzieżowe koszykówki dziewcząt oraz kolarstwa, a także polską drużynę koszykówki kobiet KGHM BC Polkowice. Klub pięciokrotnie sięgał po mistrzostwo Polski w koszykówce kobiet. Polkowicka drużyna wielokrotnie występowała w rozgrywkach europejskich.

## Sukcesy
Krajowe
- Mistrzostwa Polski:
  -  1 miejsce (5x): 2013, 2018, 2019, 2022, 2024
  -  2 miejsce (5x): 2011, 2012, 2014, 2021, 2023
  -  3 miejsce (4x): 2005, 2007, 2015, 2017
- Puchar Polski:
  -  1 miejsce (6x): 2004, 2013, 2019, 2022, 2023, 2024
  -  2 miejsce (4x): 2010, 2014, 2020, 2021
- Superpuchar Polski
  -  1 miejsce (2x): 2021, 2022,
  -  2 miejsce (2x): 2023, 2024

## Trenerzy
- Karol Kowalewski – I trener
- Wojciech Eljasz-Radzikowski – asystent trenera
- Aleksandra Szpak – przygotowanie fizyczne
- Izabela Szubert – fizjoterapeuta

## Historia

### Nagrody i wyróżnienia

#### Indywidualne
| MVP finałów BLK - Monique Coker (2007) - Walerija Musina (2013) - Temi Fagbenle (2018) - Jasmine Thomas (2019) |  | MVP Pucharu Polski - Nneka Ogwumike (2013) - Temi Fagbenle (2019) - Erica Wheeler (2022) - Erica Wheeler (2023) | MVP Meczu Gwiazd BLK - Monique Coker (2006) |

| Trener roku - Andrzej Nowakowski (2007) - Maroš Kováčik (2019) - Karol Kowalewski (2022) | I skład PLKK - Angelika Stankiewicz (2016) - Alysha Clark (2018) - Temitope Fagbenle (2018) - Stephanie Mavunga (2022) | I skład Pucharu Polski - Tiffany Hayes (2019) - Stiliani Kaltsidu (2019) - Temi Fagbenle (2019) - Artemis Spanu (2020) - Danielle Robinson (2020) |

Uczestniczki meczu gwiazd BLK
- Monika Ciecierska (2001², 2002, 2003)
- Justyna Jeziorna (2002, 2003¹³, 2010²)
- Olga Pantelejewa (2003)
- Edyta Koryzna (2003¹³, 2004¹)
- Anna Marczewska (2004¹)
- Agata Nowacka (2005)¹
- Elżbieta Trześniewska (2005)¹
- Monique Coker (2006)¹
- Veronika Bortelová (2010)²
- Amisha Carter (2010², 2011²)
- Daria Mieloszyńska (2010)²
- Małgorzata Babicka (2010)²
- Anna Pietrzak (2010², 2011)
- Agnieszka Majewska (2011³, 2012²)
- Sharnee Zoll (2011², 2012²)
- Agnieszka Bibrzycka (2012)²
- Walerija Musina (2012², 2014²)
- Belinda Snell (2014)²
- Magdalena Leciejewska (2014)²
- Magdalena Skorek (2014)²
- Helena Sverrisdóttir (2015)³
- Aishah Sutherland (2015)²
- Dominika Owczarzak (2015)²

pogrubienie – oznacza MVP

¹ – mecz gwiazd mistrzynie Polski vs. gwiazdy BLK

² – mecz Gwiazd Polska vs. Gwiazdy BLK

³ – powołana, nie wystąpiła

#### Drużynowe
- Najbardziej medialny klub Energa Basket Ligi Kobiet w sezonie 2020/2021[1]
- Najbardziej medialny klub Energa Basket Ligi Kobiet w sezonie 2021/22[2]
- Najbardziej medialny klub Energa Basket Ligi Kobiet w sezonie 2022/2023[3]

### Liderki statystyczneBLK
| Liderki strzelczyń - Nneka Ogwumike (2013) | Liderki w zbiórkach - Amisha Carter (2010) - Nneka Ogwumike (2013) | Liderki w asystach - Agata Gajda (2009) - Sharnee Zoll (2011, 2012) - Weronika Gajda (2021) | Liderki w przechwytach - Agata Nowacka (2006) | Liderki w blokach - Agnieszka Majewska (2004, 2012–2015) |

| Liderki w skuteczności rzutów wolnych - Veronika Bortelová (2007) | Liderki w skuteczności rzutów z gry - Iva Perovanović (2012) | Liderki w skuteczności rzutów za 3 punkty - Raisa Musina (2017) |

### Zawodniczki zagraniczne
Stan na 17 marca 2024.
| - Ilze Ose-Hlebowicka (2001–2002) - Ingrida Ryng (2001–2002) - Slávka Frniaková (2002) - Olga Pantelejewa (2002–2003) - Veronika Bortelová (2006–2008, 2009/2010) - Frances Carvajal (2006–2007) - Monique Coker (2006–2007)¹ - Nartausha Mills (2006–2007) - Jennifer Lacy (2007–2008)¹ - Wolha Masilonienie (2007–2008) - Ndèye Ndiaye (2007–2008) - Petra Štampalija (2007–2008) - Amisha Carter (2008–2011)¹ - DeMya Walker (2008)¹ - Plenette Pierson (2009)¹ - Jilian Robbins (2008–2009) - Iryna Biriuk (2009) - Shannon Bobbitt (2009–2010)¹ - Cheryl Ford (2009)¹ - Nadia Parker (2009–2010) - Natalija Trafimawa (2009–2011) - Kalana Greene (2010–2011)¹ - Walerija Musina (2010–2014, 2016/2017) - Tangela Smith (2011)¹ - Sharnee Zoll (2010–2012)¹ - Megan Frazee (2011–2012) - Jantel Lavender (2012)¹ - Ewantia Maltsi (2011–2012)¹ - Iva Perovanović (2011–2012) - Gintarė Petronytė (2011–2012) - Wałerija Bereżynśka (2012–2013) - Nnemkadi Ogwumike (2012–2013)¹ - Laia Palau (2012–2013) - Belinda Snell (2012–2014)¹ | - Janel McCarville (2013–2014)¹ - Teja Oblak (2013–2014) - Jelena Škerović (2013–2014) - Nikki Greene (2014–2015)¹ - Taylor Hall (2014–2015) - Aishah Sutherland (2014–2015) - Helena Sverrisdóttir (2014–2015) - Naketia Swanier (2014–2015)¹ - Nicole Michael (2015–2016) - Raisa Musina (2016–2017) - Marija Vrsaljko (2016–2017) - Mariona Ortiz (2016–2017) - Noemie Mayombo (2016–2017) - Marija Rezan (2016–2017) - Brittany Boyd (2016–2017)¹ - Isabelle Harrison (2016–2017)¹ - Jamierra Faulkner (2016–2017)¹ - Temi Fagbenle / (2017–2019)¹ - Miljana Bojović (2015, 2018, 2019–2020) - Antonija Sandrić (2017–2018) - Artemis Spanu (2017–2018, 2019–2020, 2021–2023) - Alana Beard (2018)¹ - Lauren Ervin (2018)¹ - Theresa Plaisance (2017)¹ - Alysha Clark / (2017–2018)¹ - Bria Holmes (2017–2018)¹ - Elīna Dikieulakos (2018–2019) - Sofija Aleksandravicius / (2018) - Kelsey Bone (2018)¹ - Jasmine Thomas (2018–2019)¹ - Johanna Leedham (2018–2019) - Tiffany Hayes / (2018–2019)¹ - Stiliani Kaltsidu (2018–2019) - Lynetta Kizer (2018–2019)¹ | - Danielle Robinson (2019–2020)¹ - Denesha Stallworth (2019–2020) - María Conde (2019–2020) - Ana Filip / (2019–2020) - Lauren Mansfield (2020) - Regina Palušná (2020) - Aaryn Ellenberg (2020/2021)¹ - Keisha Hampton (2020/2021)¹ - Abigail Asoro (2020) - Amanda Kantzy (2020/2021) - Kamilė Nacickaitė (2020/2021) - Saša Čađo (2021–2023) - Dragana Stanković (2020/2021, 2023/2024) - Stephanie Mavunga / (2021–2024)¹ - Erica Wheeler (2021–2023, 2024)¹ - Feyonda Fitzgerald (2021/2022)¹ - Yvonne Turner (2022)¹ - Zala Friškovec (2022–2024) - Charli Collier (2023)¹ - Nika Barič (2023/2024) - Brianna Fraser / (2023/2024) - Brittney Sykes (2023/2024)¹ |

¹ – zawodniczki z wcześniejszym doświadczeniem w WNBA

### Historyczne składy

#### Kadra sezon 2007/08
Nazwisko – Nr – Wzrost – Rok – urodzenia – Pozycja – Kraj
- Anna Pietrzak – 4 – 167 – 1987 – rozgrywająca –  Polska
- Ilona Jasnowska – 5 – 179 – 1969 – skrzydłowa –  Polska
- Petra Stampalija – 6 – 189 – 1980 – silna skrzydłowa/środkowa –  Chorwacja
- Justyna Jeziorna – 7 – 173 – 1981 – rzucająca –  Polska
- Anna Szyćko – 10 – 173 – 1978 – rzucająca –  Polska
- Veronika Bortelová – 11 – 169 – 1978 – rozgrywająca –  Czechy
- Marta Gajewska – 12 – 188 – 1987 – środkowa –  Polska
- Magdalena Pietrzak – 14 – 175 – 1984 – rzucająca –  Polska
- Olga Masilionene – 15 – 181 – 1980 – niska skrzydłowa –  Białoruś
- Łucja Tomczak – 16 – 184 – 1988 – skrzydłowa –  Polska
- Karolina Majewska – 17 – 175 – 1989 – rzucająca –  Polska
- Elżbieta Paździerska – 8 – 170 – 1988 – rozgrywająca/rzucająca –  Polska
- Jennifer Lacy – 21 – 191 – 1983 – silna skrzydłowa/środkowa –  Stany Zjednoczone
- Agnieszka Nowak – 22 – 179 – 1989 – rzucająca/niska skrzydłowa –  Polska
- Paulina Rozwadowska – 23 – 190 – 1989 – silna skrzydłowa/środkowa –  Polska
- Ndeye Ndiaye – 32 – 188 – 1979 – silna skrzydłowa/środkowa – TURCJA

#### Kadra sezon 2008/09
imię i nazwisko – Nr – Wzrost – Rok – urodzenia – Pozycja – Kraj
- Natalia Małaszewska – 4 – 177 – 1984 – rzucająca –  Polska
- Anna Pietrzak – 5 – 167 – 1987 – rozgrywająca –  Polska
- Justyna Jeziorna – 7 – 173 – 1981 – rzucająca –  Polska
- Elżbieta Paździerska – 8 – 167 – 1988 – rozgrywająca –  Polska
- Katarzyna Bednarczyk – 9 – 184 – 1988 – rzucająca –  Polska
- Plenette Pierson – 10 – 187 – 1981 – środkowa –  Stany Zjednoczone
- Agata Gajda – 12 – 174 – 1980 – rozgrywająca –  Polska
- Marta Gajewska – 14 – 185 – 1987 – silna skrzydłowa –  Polska
- Jillian Robbins – 20 – 185 – 1984 – silna skrzydłowa –  Stany Zjednoczone
- Paulina Rozwadowska – 23 – 190 – 1989 – środkowa –  Polska
- Amisha Carter – 24 – 187 – 1982 – silna skrzydłowa –  Stany Zjednoczone
- Daria Mieloszyńska – 51 – 188 – 1983 – niska skrzydłowa –  Polska

Zagrała w trzech meczach
- Demya Walker – 15 – 191 – 1977 – środkowa –  Stany Zjednoczone

#### Kadra sezon 2011/12
| Nr  | Imię i nazwisko      | Data urodzenia       | Wzrost | Pozycja      | Narodowość        |
| --- | -------------------- | -------------------- | ------ | ------------ | ----------------- |
| 4.  | Walerija Musina      | 18 sierpnia 1987     | 183 cm | rzucająca    | Rosja             |
| 5.  | Sharnee Zoll-Norman  | 11 lipca 1986        | 171 cm | rozgrywająca | Stany Zjednoczone |
| 6.  | Aleksandra Dziwińska | 12 kwietnia 1991     | 170 cm | rozgrywająca | Polska            |
| 7.  | Iva Perovanović      | 1 września 1983      | 189 cm | środkowa     | Czarnogóra        |
| 8.  | Justyna Hołtyn       | 12 kwietnia 1994     | 184 cm | skrzydłowa   | Polska            |
| 9.  | Evanthia Maltsi      | 30 grudnia 1978      | 180 cm | rzucająca    | Grecja            |
| 10. | Joanna Walich        | 27 października 1981 | 183 cm | skrzydłowa   | Polska            |
| 11. | Gintarė Petronytė    | 19 marca 1989        | 196 cm | środkowa     | Litwa             |
| 12. | Agnieszka Majewska   | 11 maja 1982         | 195 cm | środkowa     | Polska            |
| 13. | Agata Gajda          | 29 sierpnia 1980     | 175 cm | rozgrywająca | Polska            |
| 14. | Agata Szczepanik     | 13 marca 1992        | 190 cm | skrzydłowa   | Polska            |
| 15. | Agata Dobrowolska    | 26 marca 1992        | 188 cm | skrzydłowa   | Polska            |
| 16. | Karolina Puss        | 13 października 1994 | 178 cm | rzucająca    | Polska            |
| 22. | Paula Światowska     | 26 września 1994     | 181 cm |              | Polska            |
| 23. | Monika Jasnowska     | 29 sierpnia 1992     | 181 cm | rzucająca    | Polska            |
| 40. | Megan Frazee         | 29 marca 1987        | 191 cm | skrzydłowa   | Stany Zjednoczone |

#### Kadra sezon 2012/13
| Nr  | Imię i nazwisko       | Data urodzenia       | Wzrost | Pozycja      | Narodowość        |
| --- | --------------------- | -------------------- | ------ | ------------ | ----------------- |
| 4.  | Walerija Musina       | 18 sierpnia 1987     | 183 cm | rzucająca    | Rosja             |
| 5.  | Sharnee Zoll-Norman   | 11 lipca 1986        | 171 cm | rozgrywająca | Stany Zjednoczone |
| 6.  | Dominika Owczarzak    | 23 marca 1994        | 168 cm | rozgrywająca | Polska            |
| 7.  | Belinda Snell         | 10 stycznia 1981     | 181 cm | środkowa     | Australia         |
| 8.  | Justyna Hołtyn        | 12 kwietnia 1994     | 184 cm | skrzydłowa   | Polska            |
| 9.  | Laia Palau            | 10 września 1979     | 176 cm | rzucająca    | Hiszpania         |
| 10. | Wałerija Bereżynska   | 10 kwietnia 1986     | 193 cm | skrzydłowa   | Ukraina           |
| 11. | Dorota Mistygacz      | 16 listopada 1992    | 183 cm | środkowa     | Polska            |
| 12. | Agnieszka Majewska    | 11 maja 1982         | 195 cm | środkowa     | Polska            |
| 13. | Karolina Puss         | 13 października 1994 | 178 cm | rozgrywająca | Polska            |
| 14. | Agata Szczepanik      | 13 marca 1992        | 190 cm | skrzydłowa   | Polska            |
| 15. | Magdalena Leciejewska | 29 czerwca 1986      | 190 cm | skrzydłowa   | Polska            |
| 22. | Paula Światowska      | 26 września 1994     | 181 cm |              | Polska            |
| 30. | Nnemkadi Ogwumike     | 2 lipca 1990         | 189 cm | rzucająca    | Stany Zjednoczone |
| 33. | Magdalena Skorek      | 26 czerwca 1984      | 177 cm | skrzydłowa   | Polska            |

#### Kadra sezon 2013/14
| Nr  | Imię i nazwisko       | Data urodzenia   | Wzrost | Pozycja          | Narodowość        |
| --- | --------------------- | ---------------- | ------ | ---------------- | ----------------- |
| 4.  | Walerija Musina       | 20 grudnia 1990  | 183 cm | rzucająca        | Rosja             |
| 5.  | Teja Oblak            | 11 lipca 1986    | 172 cm | rozgrywająca     | Słowenia          |
| 6.  | Dominika Owczarzak    | 23 marca 1994    | 168 cm | rozgrywająca     | Polska            |
| 7.  | Belinda Snell         | 10 stycznia 1981 | 181 cm | środkowa         | Australia         |
| 8.  | Janel McCarville      | 3 listopada 1982 | 188 cm | center           | Stany Zjednoczone |
| 10. | Jelena Škerović       | 23 grudnia 1980  | 176 cm | rozgrywająca     | Czarnogóra        |
| 12. | Agnieszka Majewska    | 11 maja 1982     | 195 cm | środkowa         | Polska            |
| 14. | Agata Szczepanik      | 13 marca 1992    | 190 cm | skrzydłowa       | Polska            |
| 15. | Magdalena Leciejewska | 29 czerwca 1986  | 190 cm | skrzydłowa       | Polska            |
| 21. | Paulina Misiek        | 10 maja 1987     | 182 cm | niska skrzydłowa | Polska            |
| 33. | Magdalena Skorek      | 26 czerwca 1984  | 177 cm | skrzydłowa       | Polska            |

#### Kadra sezon 2014/15
| Nr  | Imię i nazwisko      | Data urodzenia       | Wzrost | Pozycja          | Narodowość        |
| --- | -------------------- | -------------------- | ------ | ---------------- | ----------------- |
| 1.  | Aishah Sutherland    | 18 sierpnia 1990     | 187 cm | silna skrzydłowa | Stany Zjednoczone |
| 6.  | Dominika Owczarzak   | 23 marca 1994        | 170 cm | rozgrywająca     | Polska            |
| 7.  | Justyna Jeziorna     | 9 lipca 1981         | 173 cm | rzucająca        | Polska            |
| 10. | Natalia Bucyk        | 5 stycznia 1988      | 182 cm | niska skrzydłowa | Polska            |
| 11. | Naketia Swanier      | 10 sierpnia 1986     | 170 cm | rozgrywająca     | Stany Zjednoczone |
| 12. | Agnieszka Majewska   | 11 maja 1982         | 195 cm | środkowa         | Polska            |
| 13. | Karolina Puss        | 13 października 1994 | 181 cm | niska skrzydłowa | Polska            |
| 14. | Agata Szczepanik     | 13 marca 1992        | 193 cm | silna skrzydłowa | Polska            |
| 16. | Paulina Żukowska     | 20 lutego 1997       | 192 cm | środkowa         | Polska            |
| 22. | Paula Światowska     | 26 września 1994     | 181 cm | niska skrzydłowa | Polska            |
| 24. | Helena Sverrisdóttir | 11 marca 1988        | 185 cm | niska skrzydłowa | Islandia          |
| 25. | Justyna Fura         | 15 maja 1997         | 167 cm | rozgrywająca     | Polska            |
| 54. | Nikki Greene         | 6 września 1990      | 193 cm | środkowa         | Stany Zjednoczone |

#### Kadra sezon 2016/17
| Nr  | Imię i nazwisko       | Data urodzenia   | Wzrost | Pozycja          | Narodowość        |
| --- | --------------------- | ---------------- | ------ | ---------------- | ----------------- |
| 4.  | Walerija Musina       | 20 grudnia 1990  | 183 cm | rzucająca        | Rosja             |
| 6.  | Angelika Stankiewicz  | 31 marca 1995    | 170 cm | rozgrywająca     | Polska            |
| 7.  | Natalia Bucyk         | 5 stycznia 1988  | 182 cm | niska skrzydłowa | Polska            |
| 8.  | Mariona Ortiz         | 28 lutego 1992   | 182 cm | rozgrywająca     | Hiszpania         |
| 9.  | Ewelina Gala          | 22 maja 1990     | 185 cm | silna skrzydłowa | Polska            |
| 10. | Noemie Mayombo        | 10 lutego 1991   | 170 cm | rozgrywająca     | Belgia            |
| 11. | Marija Rezan          | 8 sierpnia 1989  | 198 cm | środkowa         | Chorwacja         |
| 14. | Magdalena Leciejewska | 29 czerwca 1986  | 190 cm | skrzydłowa       | Polska            |
| 15. | Brittany Boyd         | 11 czerwca 1993  | 175 cm | rzucająca        | Stany Zjednoczone |
| 20. | Isabelle Harrison     | 27 września 1993 | 191 cm | silna skrzydłowa | Stany Zjednoczone |
| 21. | Jamierra Faulkner     | 9 marca 1992     | 168 cm | rozgrywająca     | Stany Zjednoczone |
| 22. | Paula Światowska      | 26 września 1994 | 181 cm | niska skrzydłowa | Polska            |
| 23. | Magdalena Idziorek    | 28 grudnia 1992  | 179 cm | niska skrzydłowa | Polska            |
| 25. | Marta Urbaniak        | 15 stycznia 1987 | 180 cm | silna skrzydłowa | Polska            |

#### Kadra sezon 2017/2018
| Nr | Poz. | Nar.              | Nazwisko i imię        | Data urodzenia | Wzrost | Masa ciała |
| -- | ---- | ----------------- | ---------------------- | -------------- | ------ | ---------- |
| 0  | C/F  | /                 | Fagbenle, Temitope     | 1992-09-08     | 193 cm |            |
| 5  | PG   | Serbia            | Bojović, Miljana       | 1987-05-17     | 181 cm |            |
| 6  | G    | Polska            | Stankiewicz, Angelika  | 1995-03-31     | 170 cm |            |
| 9  | PF   | Polska            | Gala, Ewelina          | 1990-05-22     | 185 cm |            |
| 10 | G/F  | Chorwacja         | Sandrić, Antonija      | 1988-05-19     | 181 cm |            |
| 13 | PG   | Polska            | Gajda, Weronika        | 1989-01-27     | 174 cm |            |
| 14 | PF   | Polska            | Leciejewska, Magdalena | 1986-06-29     | 191 cm |            |
| 15 | PF   | Grecja            | Spanu, Artemis         | 1993-01-01     | 187 cm |            |
| 20 | F    | Stany Zjednoczone | Beard, Alana           | 1982-05-11     | 181 cm | 73 kg      |
| 23 | SF   | Polska            | Idziorek, Magdalena    | 1992-12-28     | 179 cm |            |
| 31 | G/F  | Polska            | Puss, Karolina         | 1994-10-13     | 181 cm |            |
| 44 | C/F  | Stany Zjednoczone | Ervin, Lauren          | 1985-03-24     | 193 cm | 78 kg      |
| 55 | C/F  | Stany Zjednoczone | Plaisance, Theresa     | 1992-05-18     | 196 cm |            |
| 77 | SF   | /                 | Clark, Alysha          | 1987-07-07     | 180 cm |            |

Trener:  Maroš Kovačik
 Asystenci: Karol Kowalewski
W trakcie sezonu przyszły: Miljana Bojović (23.12.2017), Alana Beard (16.02.2018), Lauren Ervin (16.02.2018), Karolina Puss

W trakcie sezonu odeszli: Jiorgos Dikieulakos (22.01.2018), Bria Holmes (5.01.2018), Elīna Dikeulaku (15.02.2018), Petros Prekas (16.02.2018)

#### Kadra sezon 2019/2020
| Nr | Poz.  | Nar.              | Nazwisko i imię       | Data urodzenia | Wzrost | Masa ciała |
| -- | ----- | ----------------- | --------------------- | -------------- | ------ | ---------- |
| 10 | G/F   | Hiszpania         | Conde, María          | 1997-01-14     | 187 cm |            |
| 5  | PG    | Serbia            | Bojović, Miljana      | 1987-05-17     | 181 cm |            |
| 7  | PG    | Polska            | Naczk, Monika         | 1995-02-23     | 170 cm |            |
| 24 | G/F   | Polska            | Niedźwiedzka, Klaudia | 1998-12-24     | 187 cm |            |
| 3  | PG/PF | Stany Zjednoczone | Robinson, Danielle    | 1989-05-10     | 178 cm |            |
| 13 | PG    | Polska            | Gajda, Weronika       | 1989-01-27     | 174 cm |            |
| 9  | SF    | Polska            | Tyszkiewicz, Julia    | 1996-06-09     | 180 cm |            |
| 15 | PF    | Grecja            | Spanu, Artemis        | 1993-01-01     | 187 cm |            |
| 50 | C/F   | Stany Zjednoczone | Stallworth, Denesha   | 1992-05-05     | 191 cm |            |
| 6  | PG    | Australia         | Mansfield, Lauren     | 1989-12-18     | 170 cm |            |
| 11 | C/F   | Francja           | Filip, Ana Maria      | 1989-06-203    | 195 cm |            |
| 31 | C/F   | Słowacja          | Palušná, Regina       | 1989-06-06     | 192 cm |            |
| 23 | PG    | Polska            | Tomaszewicz, Patrycja | 1999-03-17     | 167 cm |            |

Trener:  Maroš Kovačik
 Asystenci: Karol Kowalewski
W trakcie sezonu przyszły: Lauren Mansfield, Regina Palušná, Klaudia Niedźwiedzka

W trakcie sezonu odeszły: Miljana Bojović, Ana-Maria Filip